# ダマガゼル
ダマガゼル（Gazella dama）は、ウシ科ガゼル属に分類される偶蹄類。

## 分布
- G. d. dama　チャドダマガゼル

セネガル、チャド、ナイジェリア、ニジェール、ブルキナファソ、マリ共和国
- G. d. mhorr　モロッコダマガゼル

モロッコ南部
- G. d. ruficollis　ヌビアダマガゼル

スーダン南部

### 絶滅した分布域
モーリタニア

## 形態
体長140-165センチメートル。尾長25-35センチメートル。肩高90-120センチメートル。体重40-75キログラムとガゼル属最大種。頸部は長い。頭部の毛衣は白い。顔に明瞭な暗色斑（顔側線）が入らない。背面の毛衣は赤褐色だが、地域や季節、個体によって変異がある。尾の毛衣は白いが、先端が褐色の個体もいる。
雌雄共に頭部には一度後方に湾曲し、先端が内側に湾曲するやや短い角がある。角長オス16-43センチメートル。角基部の断面は楕円形。角の表面には12-14個の節がある。四肢は長い。
- G. d. dama　チャドダマガゼル

背面の褐色部と腹面の白色部の境目が明瞭。大腿部に褐色部があるが、背面の褐色部と繋がらない。
- G. d. mhorr　モロッコダマガゼル

眼前部に黒い顔側線が入る。大腿部に褐色部があり、背面の褐色部と繋がる。
- G. d. ruficollis　ヌビアダマガゼル

背面の褐色部と腹面の白色部の境目が不明瞭。大腿部に褐色部がない。

## 分類
- Gazella dama dama　(Pallas, 1766)　チャドダマガゼル
- Gazella dama mhorr　(Bennett, 1838)　モロッコダマガゼル
- Gazella dama ruficollis　(Smith, 1827)　ヌビアダマガゼル

## 生態
草原や藪地、砂漠、半砂漠地帯などに生息する。1頭のオスと複数のメス、その幼獣からなる6-25頭の群れを形成し生活するが、かつては季節的な移動の際に数百頭単位の群れを形成することもあった。またオスだけでも群れを形成する。昼間は木陰などで休み、薄明薄暮時に採食を行う。
食性は植物食で、木の葉や草などを食べる。
繁殖形態は胎生。妊娠期間は約200日。1回に1頭の幼獣を産む。授乳期間は約6か月。寿命は約10年。

## 人間との関係
開発による生息地の破壊、旱魃、軍事紛争の際の食用もしくは娯楽としての狩猟、家畜との競合などにより生息数は激減している。セネガルの個体群は1970年代に絶滅したが、再導入された。

## 画像

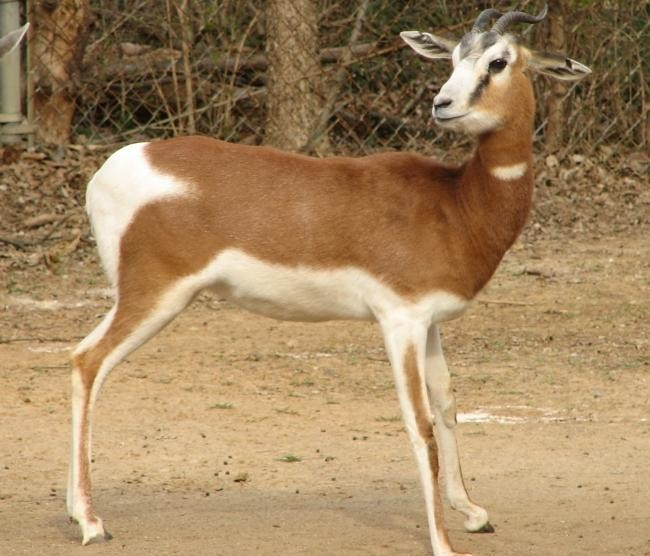
亜種モロッコダマガゼル G. d. mhorr
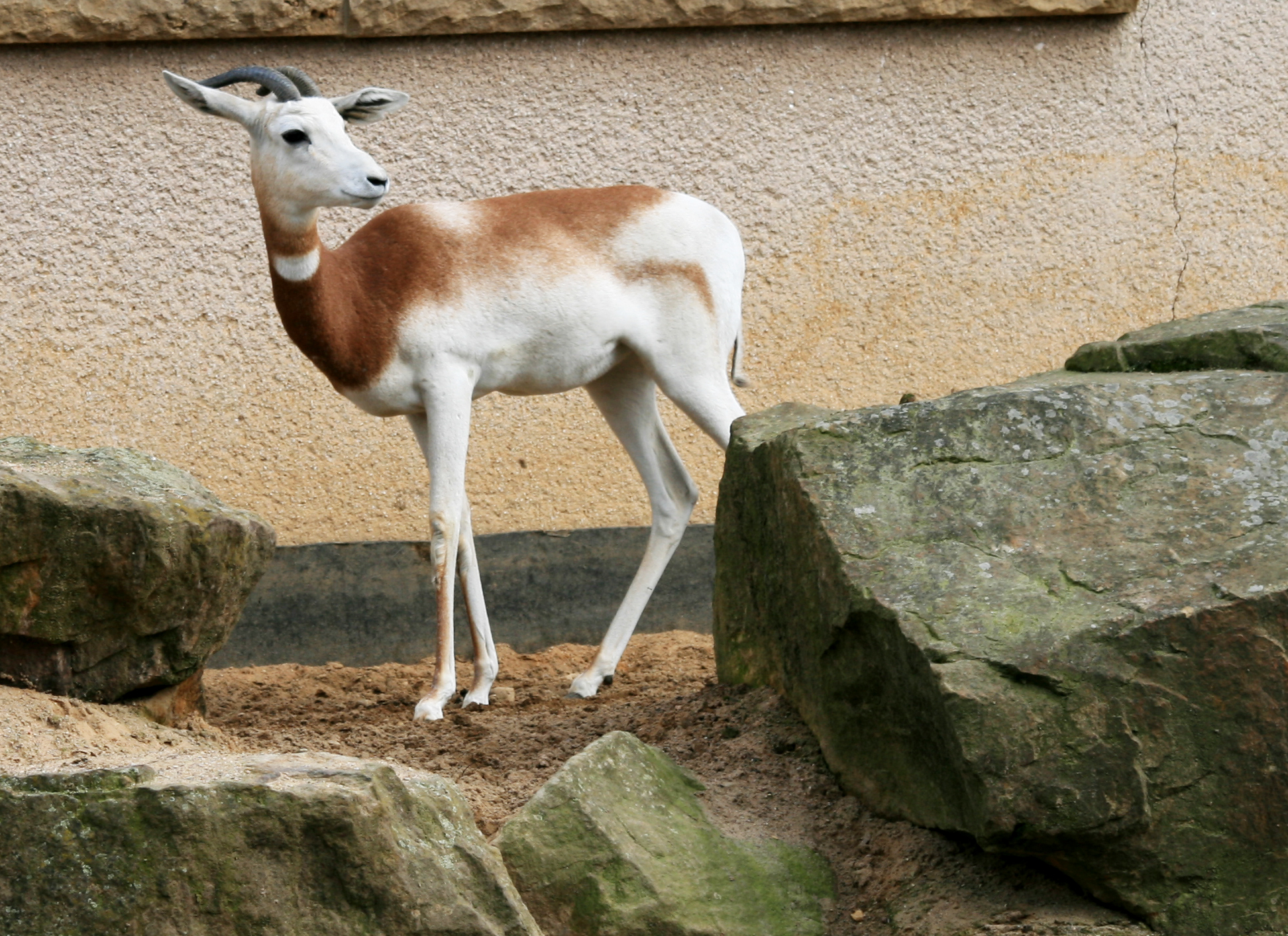
亜種ヌビアダマガゼル G. d. ruficollis